# Valéria Gyenge
Valéria Gyenge, née le 3 avril 1933 à Budapest, est une nageuse hongroise, pratiquant la nage libre.

## Carrière
Valéria Gyenge remporte la médaille d'or sur 400 mètres nage libre aux Jeux olympiques d'été de 1952 à Helsinki. Elle est inscrite à l'International Swimming Hall of Fame en 1978.

## Palmarès

### Championnats d'Europe
- Championnats d'Europe 1954 à Turin (Italie)
  -  Médaille d'or du relais 4 × 100 m nage libre
  -  Médaille d'argent du 400 m nage libre